# Fabrice Courcier
Pour les articles homonymes, voir Fabrice.
Fabrice Courcier, né le 10 février 1968 à Lille, est un entraîneur français de basket-ball.

## Biographie
Après une carrière de joueur (au poste de meneur de jeu), en ayant joué notamment en N1A, le plus haut niveau de basket-ball en France à cette époque, au SQBB (saisons 1987-1988 en Nationale 1B puis Nationale 1A en 1988-1989, 1989-1990), puis à Sceaux, Montpellier et Évreux, ainsi qu'au BCM Gravelines-Dunkerque alors en N1A (actuelle Pro B), il commence sa carrière d'entraineur à Montpellier, occupant le rôle d'entraineur-joueur, puis à Tourcoing avant de revenir au BCM où il devient l'assistant de Jean-Luc Monschau en 2000. Il remplace celui-ci au poste d'entraîneur après 11 journées de championnat lors de la saison 2003-2004. Cette même saison, il mène le BCM en playoffs jusqu'en finale, perdue contre Pau-Orthez. La saison suivante, il mène le BCM jusqu'en finale de la semaine des As, perdue contre Nancy, puis en finale de la coupe de France, que le BCM gagne, apportant ainsi au club son premier trophée.
Malgré cela, son contrat arrivant à terme, celui-ci n'est pas renouvelé. Fabrice Courcier devient entraîneur de l'équipe féminine de Saint-Amand PH fin 2006.
Le 18 décembre 2010, il donne son nom à la salle des sports de la ville de Lesquin.
En janvier 2013, il devient l’entraîneur de l'ASC Denain en remplacement de Marc Silvert. Le club est alors en grande difficulté financière.
Le 15 mai 2014 est annoncé son arrivée au BC Orchies pour la saison 2014-2015. Le club nordiste est alors tout juste relégué en NM1.
Le 23 janvier 2019, il remplace Antoine Michon au poste d'entraîneur du Caen Basket Calvados, 17e avec 4 victoires et 11 défaites en Pro B.

### Vie personnelle
Il est le père de Quentin Courcier qui joue en Pro B à Denain en 2012-2013.

## Carrière de joueur
- 1984-1985 : Dechy (N3)
- 1985-1987 : Reims CB (N2)
- 1987-1988 : Saint-Quentin BB (N1B)
- 1988-1990 : Saint-Quentin BB (N1A)
- 1990-1991 : ASA Sceaux (N1B)
- 1991-1993 : BC Gravelines (N1A)
- 1993-1994 : ASA Sceaux (Pro A)
- 1994-1995 : Montpellier PB (Pro A)
- 1995-1996 : ALM Évreux (Pro A)
- 1996-1998 : SM Tourcoing (NM2)[6]

## Carrière d'entraîneur
- 1998 - 2000 :  SM Tourcoing (NM2)
- 2000 - janv. 2004 :  BC Gravelines (Pro A) au poste d'entraîneur assistant
- janv. 2004 - 2006 :  BC Gravelines-Dunkerque (Pro A)
- 2006 - 2009 :  Union Saint-Amand PH (LFB)
- 2009 - 2012 :  JL Bourg Basket (Pro B)
- 2013 - 2014 :  AS Denain-Voltaire (Pro B)
- 2014 - 2018 :  BC Orchies (NM1 et Pro B)
- 2019 - 2022 :  Caen BC (Pro B)

## Palmarès
- Avec Le BCM Gravelines-Dunkerque :
  - Vainqueur de la Coupe de France en 2005[7].
  - Finaliste de la Semaine des As 2005
  - Vainqueur du Trophée du Futur en 2003[7].

## Sources et références
1. ↑  La voix des sports, avril 2006
2. ↑  « Basket : Fabrice Courcier est le nouvel entraîneur de Denain », sur lavoixdunord.fr, 11 janvier 2013
3. ↑  « Le club de basket de Denain échappe une nouvelle fois à la liquidation judiciaire », sur lavoixdunord.fr, 9 janvier 2013
4. ↑  « Fabrice Courcier est officiellement le nouvel entraîneur d'Orchies », sur bebasket.fr, 22 mai 2014 (consulté le 23 janvier 2019)
5. ↑  Alexandre Lacoste, « Fabrice Courcier prend les rênes de Caen », sur bebasket.fr, 22 janvier 2019 (consulté le 23 janvier 2019)
6. ↑  Club de supporter du BCM, avril 2007
7. 1 2  (fr) Ligue Féminine de Basket-Ball, 2007